# WZ Большого Пса
WZ Большого Пса (лат. WZ Canis Majoris) — карликовая новая, двойная катаклизмическая переменная звезда типа Z Жирафа (UGZ:) в созвездии Большого Пса на расстоянии приблизительно 5652 световых лет (около 1733 парсеков) от Солнца. Видимая звёздная величина звезды — от более +17m до +14,5m.

## Характеристики
Первый компонент — аккрецирующий белый карлик спектрального класса pec(UG).